# Wolfgang Reichenauer
Wolfgang Reichenauer (auch Reichenawer oder Rychenower) (* vor 1486 in Reichenau; † nach 1505) war ein deutscher Orgelbauer und Organist des 15. und frühen 16. Jahrhunderts.

## Leben und Werk
Die Lebensdaten Reichenauers sind der Fachwelt unbekannt. Der Orgelbauer und Organist war bereits in der Zeit vor 1486 in Heilbronn wohnhaft, wo er von 1486 bis 1490 mit ebendiesen Tätigkeiten belegt ist. Er lernte 1495 den römisch-deutschen König und späteren Kaiser Maximilian I. kennen und folgte ihm auf dessen Reise über Innsbruck und Augsburg nach Wien.
In Innsbruck arbeitete er mit dem bekannten Organisten Paul Hofheimer zusammen. Dieser fertigte Orgelentwürfe an, die von Reichenauer umgesetzt wurden. Er baute dort 1497–1498 eine Orgel für die Pfarrkirche und reparierte 1502 die Orgel der Hofkapelle. Womöglich erbaute er auch 1491 das Instrument für die örtliche Hofkirche. In Stuttgart ist im Jahr 1492 eine Reparatur des Instrumentes der Stiftskirche durch Reichenauer belegt. Im Jahr 1500 baute er eine Orgel für die St.-Georg-Kapelle der Wiener Neustädter Burg.
Von 1503 bis 1504/1505 baute er eine neue Orgel für den Speyerer Dom, für welchen er bereits seit 1501 als Domorganist tätig war. In diesem Zuge arbeitete er auch mit dem bedeutenden Orgelsachverständigen und Organisten Arnolt Schlick zusammen. Vermutlich verstarb Reichenauer bei den Bauarbeiten an dem Instrument.